# Rauansaari (ö i Mellersta Finland)
Rauansaari är en ö i Finland. Den ligger i sjön Päijänne och i kommunen Luhango i den ekonomiska regionen  Joutsa ekonomiska region  och landskapet Mellersta Finland, i den södra delen av landet, 190 km norr om huvudstaden Helsingfors. Öns area är 9,3 hektar och dess största längd är 0,5 kilometer i nord-sydlig riktning.